# Les Sept Enragés du Texas
Pour plus de détails, voir Fiche technique et Distribution.
Les Sept Enragés du Texas (L'ira di Dio) est un western spaghetti hispano-italien sorti en 1968, réalisé par Alberto Cardone (sous le pseudonyme d'Albert Cardiff).

## Synopsis
Mike Barnett retrouve sa maison vandalisée, mais sept dollars d'argent sont restés intacts. Les bandits lui ont volé les 10 000 dollars dont il avait besoin pour payer son ranch, ils ont aussi violé et tué son épouse.

## Fiche technique
- Titre français : Les Sept Enragés du Texas
- Titre original italien : L'ira di Dio
- Titre espagnol : Hasta la ultima gota de sangre[1]
- Réalisation : Alberto Cardone (sous le pseudo d'Albert Cardiff)
- Scénario : Alberto Cardone, Italo Gasperini, Ugo Guerra, José Luis Martínez Mollà
- Genre : western spaghetti
- Musique : Michele Lacerenza
- Production : Ugo Guerra, Elio Scardamaglia pour Daiano Film, Leone Film, Atlantida Films
- Photographie : Mario Pacheco
- Format d'image : 1.85:1
- Montage : Alberto Cardone, Manuel Lizancos (non crédité)
- Durée : 96 min
- Costumes : Oscar Capponi
- Maquillage : Ada Morandi, Emilio Trani
- Pays de production :  Italie,  Espagne
- Langue originale : italien
- Dates de sortie : 
  - Italie : 1968
  - France : 13 septembre 1972[2]

## Distribution
- Brett Halsey (sous le pseudo de Montgomery Ford) : Mike Barnett
- Fernando Sancho : Burd
- Wayde Preston : Logan
- Dana Ghia : Lena Harris
- Howard Ross : Jessy
- Franco Fantasia : Mark
- Angel del Pozo : David
- Paolo Todisco : Bob